# Unicorn sikus
Pour les articles homonymes, voir Unicorn et Siku (homonymie).
Espèce
Unicorn sikus est une espèce d'araignées aranéomorphes de la famille des Oonopidae.

## Distribution
Cette espèce est endémique de la province de Salta en Argentine,.

## Description
Le mâle mesure 2,45 mm et la femelle 2,95 mm.

## Publication originale
- González, Corronca & Cava, 2010 : New species of Unicorn Platnick & Brescovit (Araneae, Oonopidae) from north-west Argentina. Munis Entomology & Zoology Journal, vol. 5, no 2, p. 374-379 (texte intégral).